# Maurice de Partouneaux
Pour les articles homonymes, voir Partouneaux.
François Maurice Emmanuel de Partouneaux est un général français, né à Menton (Alpes-Maritimes) le 17 décembre 1798 et décédé dans cette même ville le 1er février 1865.

## Biographie
Il est le fils du général Louis Partouneaux. 
Il obtient les grades de sous-lieutenant en 1816, puis de lieutenant en 1822. Il est affecté au 3e régiment de dragons, unité avec laquelle il participe à l'expédition d'Espagne en 1823. 
Promu capitaine en 1825, il prend la tête d'un escadron du 2e régiment de carabiniers. Il est nommé major en 1833.
Colonel en 1841, il devient chef de corps du 1er régiment de lanciers. Il est promu général de brigade en 1850. Nommé général de division en 1853, il prend alors le commandement de la 6e division de cavalerie à Lyon. 
En 1859, il participe à la tête de cette unité, rattachée au 3e corps de l'armée d'Italie, à la bataille de Solferino. Il est fait grand officier de la Légion d'honneur par décret du 19 août 1859. 
Après cette guerre, il quitte l'armée pour s'engager en politique. Il est élu conseiller général des Alpes-Maritimes.

## Généalogie
- Il est le fils du général comte Louis de Partouneaux (1770-1835) et de Louise de Bréa (1780-1874) ;

## Décorations
- Légion d'honneur : chevaier (30/4/1836), officier (14/4/1844), commandeur (10/5/1852), grand officier (13/8/1859)